# Daphne Hasenjager
Daphne Hasenjager, född 2 juli 1929 i Pretoria, är en före detta sydafrikansk friidrottare.
Hasenjager blev olympisk silvermedaljör på 100 meter vid sommarspelen 1952 i Helsingfors.